# Vanio dos Santos
Vanio dos Santos (Gravatal, 27 de abril de 1961) é um sindicalista e político brasileiro, filiado ao Partido dos Trabalhadores.

## Mandatos eletivos
- 6 de janeiro de 1997 a 1999 - deputado federal[1]
- 6 de janeiro de 2003 - deputado federal
- 2005 a 2006 - deputado estadual[2]
- 13 de outubro de 2009 - assumiu como deputado estadual na vaga de Décio Góes, que se licenciou

## Movimento sindical
Funcionário concursado da Caixa Econômica Federal, foi líder do movimento dos bancários de Florianópolis e representante na Executiva Nacional dos Bancários.
- 1987 a 1989 - representante na Executiva Nacional dos Empregados da CEF
- 1989 a 1990 - dirigente estadual da Central Única dos Trabalhadores

### Sindicato dos bancários de Florianópolis e região
- 1987 a 1990 - secretário-geral
- 1990 a 1993 - presidente
- 1993 a 1996 - secretário de imprensa
- 1993 a 1996 - diretor de política sindical